# Еленоконстантиновка
Еленоконстанти́новка (укр. Оленокостянтинівка, до 2016 года — Жовтне́вое, укр. Жовтневе) — село, Воздвижевская сельская община, Пологовский район, Запорожская область, Украина.
Код КОАТУУ — 2321881002. Население по переписи 2001 года составляло 43 человека.

## Географическое положение
Село Еленоконстантиновка находится на левом берегу реки Гайчур,: выше по течению на расстоянии в 2 км расположено село Зелёное,: ниже по течению на расстоянии в 2 км расположено село Прилу́ки,: на противоположном берегу — село Варва́ровка.

## История
- 1917 год — дата основания.
- В мае 2016 года постановлением № 1353-VIII[6] название села было «декоммунизировано»[7][8] и оно было переименовано ВРУ в село Еленоконстантиновку.[1][2][3]